# Кормёжка (село)
Кормёжка — село в Балаковском районе Саратовской области, в состав сельского поселения Быково-Отрогское муниципальное образование.
Население - 1112 (2010)

## История
Основано примерно в начале XVIII века. В 1782 году на казённые земли Кормёжки Вольской округи Иргизской волости по указу саратовского наместного правления были переведены малороссияне из разных городов и селений. В 1803 году построена православная церковь. Её здание было деревянным и имело один престол во имя Архангела Михаила. Старообрядческая община верующих в Кормёжке также была традиционно велика. В ходе переписи 1811 года многие из раскольников свою религиозную принадлежность утаили, однако в 1820 годы в период антираскольнических кампаний губернатора Голицына, направленных в первую очередь против иргизских монастырей, жители Кормёжки выразили свою религиозную принадлежность. 
Согласно Списку населённых мест Российской империи по сведениям за 1859 год Кормёжка относилась Николаевскому уезду Самарской губернии. Согласно Списку в удельном и казённом селе Кормёжка, располагавшемуся по почтовому тракту из Николаевска в Вольск Саратовской губернии на расстоянии 58 вёрст от уездного города, имелось 150 дворов, проживало 576 мужчин и 659 женщин. 
После крестьянской реформы бывшие государственные крестьяне, прожившие на западе села, были выделены в отдельную деревню Журавлиху. Оба населённых пункта были отнесены к Кормёжской волости. В 1889 году на месте старой обветшавшей церкви в Кормёжке была возведена новая во имя Архистратига Михаила. Согласно населённых мест Самарской губернии по сведениям за 1889 год в Кормёжке насчитывалось 198 дворов, проживало 834 жителя (бывшие удельные крестьяне, русские православного и раскольнического вероисповедания), имелось церковь, молитвенный дом, школа, почтовая и земская станции, проводилась ярмарка, работали 1 водяная и 8 ветряных мельниц; в Журавлихе (бывшие казённые крестьяне) насчитывалось 139 дворов, проживали 776 жителей, имелась церковь, 5 ветряных мельниц. В 1892–1893 годах было завершено строительство моста через Иргиз в Кормёжке. В 1894 году в селе открылась школа грамоты. Земская школа в Кормёжке существовала с 1886 года. 
Согласно переписи 1897 года в Кормёжке проживало 1046 жителей, православных - 559, старообрядцев (беглопоповцы) - 477; в Журавлихе проживало 789 жителей, православных - 622, старообрядцев (беглопоповцы) - 158. 
Согласно Списку населённых мест Самарской губернии 1910 года в Кормёжке насчиталось 230 дворов, проживали 533 мужчины и 540 женщин, земельный надел составлял 2001 десятину удобной земли. В Журавлихе насчиталось 170 дворов, проживали 394 мужчины и 410 женщин. Земельный надел составлял 2205 десятин удобной и 165 десятин неудобной земли. На два села имелись одна церковь, земская школа, проводились 2 ярмарки, работал поташный завод. 
С приходом Советской власти Кормёжка и Журавлиха были вновь объединены в одно село Кормёжского сельсовета Криволучье-Сурской волости Пугачёвского уезда. В 1925 году в селе была организована трудовая земледельческая артель "Кормёжка". В 1926 году в селе проживали 353 мужчины и 430 женщин (всего 193 двора). Помимо артели в селе работали многолавочное общество и школа первой ступени. Михаило-Архангельская церковь была в 1930-е годы закрыта и впоследствии разрушена. На фронтах Великой Отечественной войны погибли около 100 жителей села. Во второй половине XX века в Кормёжке размещалась центральная усадьба совхоза "Знамя Ленина". 

## Население
| Население | 1859 | 1889 | 1897 | 1910 | 1926 | 2002 |
| --------- | ---- | ---- | ---- | ---- | ---- | ---- |
| Кормёжка  | 1235 | 834  | 1046 | 1073 | 783  | 897  |
| Журавлиха | 1235 | 776  | 789  | 804  | 783  | 897  |

| 2002 | 2010  |
| ---- | ----- |
| 897  | ↗1112 |

Национальный состав
Согласно результатам переписи 2002 года русские составляли 83 % населения села.

## Инфраструктура
В селе имеется средняя образовательная школа, сельский клуб (в два этажа), 6 магазинов, а также сельская администрация и почта. 